# Gianni Motta
Pour les articles homonymes, voir Motta.
Gianni Motta, né le 13 mars 1943 à Cassano d'Adda, dans la province de Milan, en Lombardie, est un coureur cycliste italien. Il commence sa carrière professionnelle en 1964 dans l'équipe Molteni.

## Biographie

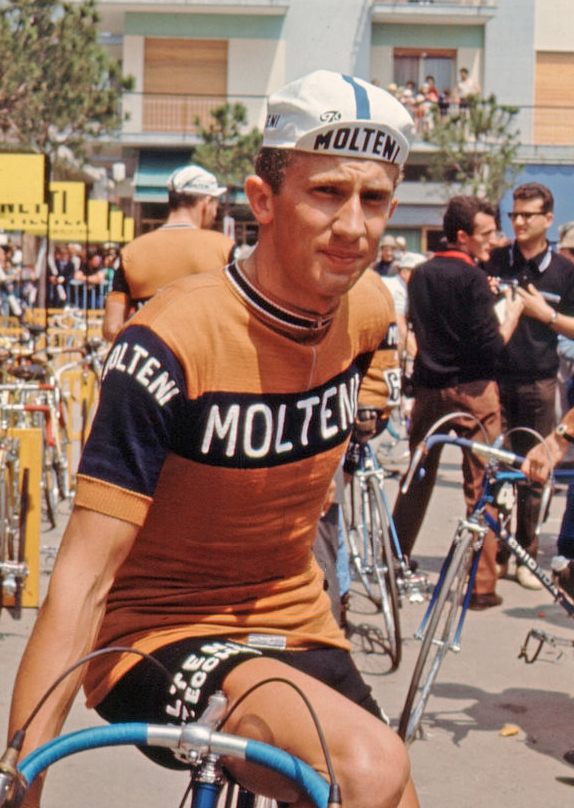
Gianni Motta en 1966.

Gianni Motta fut l'un des adversaires les plus redoutables du « cannibale » Eddy Merckx.
Il termine troisième du Tour de France 1965 derrière Felice Gimondi, la révélation de ce Tour, et Raymond Poulidor. En 1966, il remporte le Tour d'Italie. 
Après un excellent début de carrière, il souffre à partir de 1967 d'un mal mystérieux dans la jambe.
Ce n'est qu'en 1970 que le corps médical découvrit la cause du mal : un caillot de sang dans l'artère fémorale qui nuisit beaucoup à sa très prometteuse carrière.
En 1967, au cours du championnat du monde, il applique à la lettre les conseils de course peu éclairés d'un mystérieux Docteur De Angelo qui exerçait à cette époque une influence considérable sur lui[réf. nécessaire]. Il ne termine que quatrième d'une compétition qui sans cela lui aurait valu une médaille, et possiblement le titre qui échut à Eddy Merckx.

## Palmarès sur route

### Palmarès amateur
- 1963
  - Tour de la Vallée d'Aoste :
    - Classement général
    - 4e étape

  - Milan-Tortone
  - 2e du Trofeo Taschini
  - 2e du Gran Premio Crezar

### Palmarès professionnel
- 1964
  - 3eb étape du Tour de Romandie (contre-la-montre)
  - 21e étape du Tour d'Italie
  - Coppa Bernocchi
  - Tour de Lombardie
  - Trophée Baracchi (avec Giacomo Fornoni)
  - 2e du Tour des trois provinces
  - 2e du Tour des Apennins
  - 2e du Grand Prix de Lugano
  - 3e du Tour de Vénétie
  - 5e du Tour d'Italie
- 1965
  - 2e étape du Grand Prix du Midi libre
  - Trois vallées varésines
  - Grand Prix Robbiano
  - Corsa Coppi
  - 2e du Grand Prix de Lugano
  - 3e du Tour de Campanie
  - 3e du Tour de France
  - 3e de Milan-Vignola
  - 3e du Tour de Vénétie
  - 5e du Tour de Lombardie
  - 8e de Paris-Nice
  - 9e de Milan-San Remo
- 1966
  - Grand Prix de Monaco
  - Tour de Romagne
  - Tour de Romandie :
    - Classement général
    - 2e étape

  - Tour d'Italie :
    -  Classement général
    - Classement par points
    - 17e et 19e étapes

  - Trois vallées varésines
  - Grand Prix Robbiano
  - 1re étape de Paris-Luxembourg
  - Cronostaffetta : 
    - Classement général
    - 1reb étape (contre-la-montre)

  - 2e du Tour de la province de Reggio de Calabre
  - 3e du Tour du Piémont
  - 4e du championnat du monde sur route
  - 6e du Tour des Flandres
- 1967
  - Milan-Turin
  - 2e étape du Tour de Romandie
  - Tour de Suisse :
    - Classement général
    - 2e et 3e étapes

  - Cronostaffetta : 
    - Classement général
    - 1reb étape (contre-la-montre)

  - Trois vallées varésines
  - 2e de Milan-San Remo
  - 2e du Grand Prix de Montelupo
  - 4e du championnat du monde sur route
  - 6e du Tour d'Italie
  - 10e de Paris-Roubaix
- 1968
  - 4e étape du Tour de Romandie
  - Cronostaffetta : 
    - Classement général
    - 1rec étape (contre-la-montre)

  - Tour d'Émilie
  - Tour des Apennins
  - 6e du Tour de Lombardie
- 1969
  - Grand Prix Campagnolo
  - Escalade de Montjuïc :
    - Classement général
    - 1reb étape (contre-la-montre)

  - Tour d'Émilie
  - 2e du Grand Prix Cemab
  - 2e du Tour de Romagne
  - 2e du Tour des Apennins
  - 2e du Trophée Baracchi (avec Ole Ritter)
  - 3e du Grand Prix Salvarini
- 1970
  - Tour d'Ombrie
  - Cronostaffetta : 
    - Classement général
    - 1rec étape (contre-la-montre)

  - Trois vallées varésines
  - Tour des Apennins
  - 1rea étape de l'Escalade de Montjuïc
  - 3e du Tour de Lombardie
  - 3e d'À travers Lausanne
- 1971
  - Tour de Romandie :
    - Classement général
    - 4e et 5ea étapes

  - Tour d'Émilie
  - Tour de la province de Reggio de Calabre
  - 1re étape de Tirreno-Adriatico
  - 2e du Tour du Piémont
  - 7e de Milan-San Remo
  - 10e de la Flèche wallonne
- 1972
  - 2e étape du Tour d'Italie
  - 2e de Milan-San Remo
  - 3e de Milan-Turin
  - 8e du Tour de Romandie
- 1973
  - 6e étape du Tour d'Italie
  - 1re étape du Monte Campione
  - 2e du Tour des Apennins
  - 3e de Milan-Vignola
  - 10e du Tour d'Italie
- 1974
  - 5e étape du Tour des Pouilles

### Résultats sur les grands tours

#### Tour de France
2 participations 
- 1965 : 3e
- 1971 : abandon (11e étape)

#### Tour d'Italie
9 participations
- 1964 : 5e, vainqueur de la 21e étape
- 1966 :  Vainqueur du classement général, vainqueur du classement par points et des 17e et 19e étapes,  maillot rose pendant 8 jours
- 1967 : 6e
- 1968 : déclassé de sa 6e place finale et de sa victoire sur la 2e étape
- 1971 : 20e
- 1972 : abandon, vainqueur de la 2e étape
- 1973 : 10e, vainqueur de la 6e étape
- 1974 : 24e
- 1976 : abandon

## Palmarès sur piste
| - 1965 - Six Jours de Milan (avec Rik Van Steenbergen) - 1966 - Six Jours de Milan (avec Peter Post) - 1967 - Six Jours de Milan (avec Peter Post) - 1968 - Six Jours de Milan (avec Peter Post) | - 1971 - Champion d'Italie d'omnium - Six jours de Montréal (avec Tony Gowland) - 1972 - 2e des Six Jours de Milan (avec Patrick Sercu) - 1973 - 2e des Six Jours de Milan (avec Alain Van Lancker) - 2e des Six Jours de Londres (avec Patrick Sercu) |  |